# لويل بيترسون
لويل بيترسون هو سياسي أمريكي، ولد في 11 ديسمبر 1921 في باتيروس في الولايات المتحدة، وتوفي في 7 يناير 1989 في واشنطن في الولايات المتحدة. انتخب عضو مجلس ولاية واشنطن ‏.